# Coupe Jean Dupuich
La Coupe Jean Dupuich (parfois abrégée « Coupe Dupuich ») fut une compétition internationale de football organisée en Europe et qui était réservée aux clubs. Elle succéda à la Coupe Van der Straeten-Ponthoz et fut organisée de 1908 à 1925. 

## Origines et histoire
Cette épreuve internationale prit la succession, en 1908, de la Coupe Van der Straeten-Ponthoz qui avait été créée en 1900 par le Comte du même nom. 
En 1907, le club bruxellois de l'Union Saint-Gilloise gagna le trophée Van der Straeten-Ponthoz pour la troisième fois consécutive et en devint détenteur définitif. Un nouveau trophée fut dès lors mis en jeu. La nouvelle coupe fut offerte par Monsieur Alphonse Dupuich et baptisée en hommage à son fils Jean.
Jean Dupuich était un jeune attaquant du Léopold Club de Bruxelles. Né le 12 février 1886, il décéda inopinément à l'âge de 20 ans, le 4 novembre 1906.

## Participants
Ci-dessous, la liste des clubs ayant été inscrits aux diverses éditions de la « Coupe Jean Dupuich ». Certains renoncèrent avant leur premier match.

### Angleterre
| Club                             | Participations « Coupe Jean Dupuich» |
| -------------------------------- | ------------------------------------ |
| Old Xaverians                    | 1908.                                |
| Ilford Football Club             | 1909, 1911, 1912.                    |
| Bishop Auckland                  | 1909, 1910, 1911.                    |
| Bromley Football Club            | 1910.                                |
| Barking Football Club            | 1913.                                |
| South Bank Football Club         | 1914.                                |
| Sélection « Middlesex League »   | 1920.                                |
| Corinthians Football Club London | 1923.                                |
| Saint-Albans City                | 1925.                                |

### Allemagne
| Club                             | Participations « Coupe Jean Dupuich » |
| -------------------------------- | ------------------------------------- |
| Berliner FC Preussen             | 1908.                                 |
| Preussen FC Duisburg             | 1908.                                 |
| Freiburger Fussball Club         | 1912.                                 |
| 1.Fussbal Club Nürnberg          | 1913.                                 |
| Verein für Bewegungspiel Leipzig | 1914.                                 |

### Belgique
| Club                                 | Participations « Coupe Jean Dupuich»                  |
| ------------------------------------ | ----------------------------------------------------- |
| Léopold Club de Bruxelles            | 1908, 1909.                                           |
| Union Saint-Gilloise                 | 1908, 1911, 1912, 1913, 1914, 1923, 1925.             |
| Racing Club de Bruxelles             | 1908, 1909.                                           |
| Excelsior Sporting Club de Bruxelles | 1909.                                                 |
| Daring Club de Bruxelles             | 1909, 1910, 1912, 1913, 1914, 1920, 1922, 1923, 1924. |
| Sélection de joueurs de Bruxelles    | 1910, 1924.                                           |
| Sélection « Racing CB/Léopold CB »   | 1920, 1922.                                           |
| « Entente bruxelloise »              | 1925.                                                 |

### France
| Club                         | Participations « Coupe Jean Dupuich» |
| ---------------------------- | ------------------------------------ |
| Union Sportive Tourquennoise | 1908, 1920                           |
| CA Sports généraux           | 1922                                 |
|                              |                                      |

### Pays-Bas
| Club                            | Participations « Coupe Jean Dupuich» |
| ------------------------------- | ------------------------------------ |
| Sélection de joueurs hollandais | 1908.                                |
| D.V.V. Den Haag                 | 1909.                                |
| D.F.C. Dordrecht                | 1909, 1924.                          |
| Haagsche V.V.                   | 1910.                                |
| Feyenoord Rotterdam             | 1922, 1923.                          |

### Tchécoslovaquie
| Club                | Participations « Coupe Jean Dupuich» |
| ------------------- | ------------------------------------ |
| Sélection de Prague | 1924.                                |

## Palmarès
| Éditions | Vainqueurs                                                          | Finalistes           | Scores | Remarques |
| -------- | ------------------------------------------------------------------- | -------------------- | ------ | --- |
| 1908     | Racing CB                                                           | Union Saint-Gilloise | 1-0    | |
| 1909     | Bishop Auckland                                                     | Ilford FC            | 3-2    | |
| 1910     | Bishop Auckland                                                     | Bromley FC           | 1-0    | |
| 1911     | Ilford FC                                                           | Bishop Auckland      | 1-0    | |
| 1912     | Union Saint-Gilloise                                                | Daring CB            | 1-0    | |
| 1913     | Union Saint-Gilloise                                                | Barking FC           | 3-2    | |
| 1914     | Union Saint-Gilloise                                                | Daring CB            | 3-1    | |
| 1920     | Belgique Sélection Racing CB/Léopold CB                             | Daring CB            | 3-2    | |
| 1921     |                                                                     |                      |        | non organisée |
| 1922     | Belgique Sélection Racing CB/Léopold CB                             | Daring CB            | 2-1    | |
| 1923     | Daring CB                                                           | Feyenoord Rotterdam  | 2-0    | |
| 1924     | Sélection de Bruxelles (Royal Uccle Sport,RSC Anderlecht,Racing CB) | Daring CB            | 1-1    | deux prolognation et fini.Les 22 joueurs décident de garder le match-nul jusqu'à la fin et reçoivent chacun un diminuatif du trophee. |
| 1925     | Union Saint-Gilloise                                                | Saint-Albans FC      | 2-1    | |

### Sources et Liens externes
- Wikipédia en néerlandais
- (en) Archives de la Coupe Jean Dupuich sur RSSSF.com